# Имату
И́мату (эст. Imatu) — деревня в волости Алутагузе уезда Ида-Вирумаа, Эстония. 
До административной реформы местных самоуправлений Эстонии 2017 года входила в состав ныне упразднённой волости Ийзаку.

## География
Деревня находится в южной части уезда, в пределах низменности Алутагузе, к востоку от озера Имату, на расстоянии примерно 28 километров (по прямой) к юго-юго-востоку (SSE) от посёлка Йыхви, административного центра уезда. Абсолютная высота — 48 метров над уровнем моря.
Климат деревни характеризуется как переходный от умеренно-морского к умеренно континентальному (Dfb в классификации климатов Кёппена).

## Население
По данным переписи населения 2011 года, в деревне проживали 2 человека, в их числе эстонцев не было (мужчины). Возрастная структура населения деревни: 50 % — жители в возрасте 18–64 года и 50 % — в возрасте 65 лет и старше.

## История
В письменных источниках 1424 года упоминается Hymotenkyla, 1756 года — Im̄ando, 1844 года — Immato; русскоязычное название —  И́мота.
На военно-топографических картах Российской империи (1846–1863 годы), в состав которой входила Эстляндская губерния, деревня обозначена как Иммато.